# Amt Altenschlirf
Das Amt Altenschlirf war aufeinanderfolgend ein Amt der Herrschaft Riedesel und im Großherzogtum Hessen.

## Funktion
In der Frühen Neuzeit waren Ämter eine Ebene zwischen den Gemeinden und der Landesherrschaft. Die Funktionen von Verwaltung und Rechtsprechung waren hier nicht getrennt. Dem Amt stand ein Amtmann vor, der von der Landesherrschaft eingesetzt wurde. 

## Geschichte
Im Amt Altenschlirf galten die Riedesel’schen Verordnungen als Partikularrecht. Regelten die Verordnungen einen Sachverhalt nicht, galt subsidiär Gemeines Recht. Die Riedesel’schen Verordnungen behielten ihre Geltung auch während der Zugehörigkeit zum Großherzogtum Hessen im 19. Jahrhundert, bis sie zum 1. Januar 1900 von dem einheitlich im ganzen Deutschen Reich geltenden Bürgerlichen Gesetzbuch abgelöst wurden, auch wenn sie am Ende des 19. Jahrhunderts in der Praxis nur noch sehr beschränkt angewendet wurden.
Die Herrschaft Riedesel wurde im Zuge der Gründung des Rheinbundes 1806 überwiegend vom Großherzogtum Hessen annektiert. Das Amt Altenschlirf hatte auch in dem neuen Staat Bestand. Das Großherzogtum gliederte das Amt Altenschlirf seiner Provinz Oberhessen ein. Dabei blieben die angestammten Herrschaftsrechte der Herren von Riedesel in dem Amt gewahrt. Ihre Rechte als Patrimonialgerichtsherren behielten sie weiter. Das Amt gehörte damit zu den sogenannten „Souveränitätslanden“ im Großherzogtum Hessen, da die Herren von Riedesel in ihrem angestammten Territorium weiter hoheitliche Rechte in Verwaltung und Rechtsprechung ausübten.
Ab 1820 kam es im Großherzogtum Hessen zu Verwaltungsreformen. Ab 1821 wurden auch auf unterer Ebene Rechtsprechung und Verwaltung getrennt und alle Ämter aufgelöst. Für die bisher durch die Ämter wahrgenommenen Verwaltungsaufgaben wurden Landratsbezirke geschaffen, für die erstinstanzliche Rechtsprechung Landgerichte. Im Bereich des Amtes Altenschlirf wurden die Aufgaben, die das Amt bisher in der Verwaltung wahrgenommen hatte, auf den neu gebildeten Landratsbezirk Herbstein, die Aufgaben, die es in der Rechtsprechung wahrgenommen hatte, auf das Landgericht Altenschlirf übertragen.

## Bestandteile
Zum Amt Altenschlirf gehörten zum Zeitpunkt der Übernahme durch das Großherzogtum Hessen
- Altenschlirf[3],
- Bannerod[5],
- Heisters[6],
- Landenhausen[7],
- Niederndorf[8] (ehemals Hof, heute Wüstung)[9],
- Nösberts[10],
- Rixfeld[11],
- Rudlos[12],
- Schadges[13],
- Schlechtenwegen[14],
- Steinfurt[15],
- Stockhausen[16]
- Vaitshain[17],
- Vietmes[18] (Hof),
- Weidmoos[19],
- Wünschen-Moos[20],
- Zahmen[21]

Das Gebiet des Amtes Altenschlirf lag in den Gemarkungen der heutigen Gemeinden Grebenhain, Herbstein, Lauterbach und Wartenberg.